# Érkőrös
Érkőrös (románul: Chereușa) falu Romániában. Szatmár megye egyik települése.

## Fekvése
Nagykároly városától délre, Érendréd és Tasnádszántó között fekvő település.

## Története
Érkőrös nevét a Váradi regestrum 1205-1235 között már Kers néven említette.
1329-ben Kewrus, 1427-ben Kewres, 1455-ben Keöres, 1475-ben Keres, 1548-ban Keőrös, 1738-ban Érkeöreös néven írták.
1427-1430 körül Szilágyi Miklós fiainak volt itt részbirtoka, ugyanekkor Zsigmond király a váradi káptalan által új adomány címén iktattatja be Kőrösi Lőrincz fiát Jánost és testvérét Istvánt, Dobó Andrást, Kőrösi Jakabot, Dobó Lukácsot, Onadi Mihály fiát Pétert.
1543-ban Kőrösi Ferencnek és fiának Ferencnek volt a birtoka.
1466-ban a Váradiak is részbirtokot szereztek itt.
1548-ban részbirtokos lett még itt Csomaközi Bácsmegyyei Benedek és Gosztoni Miklós is.
1626-ban Keoreost Sámsoni Kőrösi Miklós halála után Bethlen Gábor a települést szolgálatai jutalmául
Peéri Horváth Lázárnak, nejének Kőrösi Annának és a Kőrösi család tagjainak adományozta.
1682 körül; Várad török kézre kerülése körüli időkben a település elpusztult, s utána 60 évig csak mint puszta szerepelt.
1714-ben települt újra.
1715-ben végzett összeíráskor Érkőrösnek 81 magyar lakosa volt, ebből 2 nemes, 6 zsellér és 1 taktás fizetett adót.
1720-ban 189 lakosából 153 magyar és 36 oláh volt.
1797-ben végzett összeíráskor főbb birtokosai voltak: Csűry Zsigmond, Gencsi Ferencné, Sándorházi Farkas, Halmágyi László, Szunyogh Farkas, Keövér Ruben, Szentmihályi Ferenc, Sándorházi József. Csűry Zsigmond előfordul a hadi segedelemhez való hozzájárulása kapcsán is. Csűry Zsigmond, kőrösi nemes 1805-ben homagiális esküt is tett. Csűry Lászlót (32 éves) lovasnak vették föl az érkőrösi fegyverfogható nemesek 1805-diki névsorába.
1847-ben 483 lakosa volt, melyből 11 római katolikus, 452 görögkatolikus, 95 református, 7 izraelita volt.
1890-ben 559 lakosa volt, melyből 323 magyar nyelvű, 235 oláh nyelvű volt, ebből 31 római katolikus, 257 görögkatolikus, 232 református, 39 izraelita. A házak száma a településen ekkor 82 volt.
1919-ig Magyarországhoz tartozott, Szilágy vármegye részeként. 1910-ben 616 román és magyar lakosa volt.
1992-ben 745 román és magyar nemzetiségű lakos lakta. (A magyarok a lakosság 46%-át alkotják.)